# Myelobia endothermalis
Myelobia endothermalis là một loài bướm đêm trong họ Crambidae.